# Тарутино (Калужская область)
Тарутино — село в Жуковском районе Калужской области, на реке Нара, в 35 км от железнодорожной станции Малоярославец. Административный центр одноимённого сельского поселения. В Тарутине действует филиал Калужского областного краеведческого музея. Тарутинская улица г. Москвы получила своё название по селу Тарутино.

## История
Село Тарутинское входило в волость Заячков, которую князь Симеон Иванович Гордый в договоре со своими братьями, датированным 1348 годом, называет полученной от его тётки княгини Анны. Само же село упоминается в составе волости в 1486 году в духовной грамоте князя Михаила Андреевича, как пожалованное Вознесенскому монастырю.
В «Списке населённых мест Калужской губернии» Тарутино упоминается как владельческое село Боровского уезда, в котором насчитывалось 119 дворов, проживало 948 человек, проводились ярмарка и еженедельные базары, имелись сельское училище и православная церковь. Деревянная Никольская церковь, построенная в XVIII веке и находившаяся на сельском кладбище, была разобрана после освящения нового каменного храма в 1872 году. На месте старой церкви сооружена часовня, после 1947 года переделанная в жилой дом.

## Тарутинский бой
См. также: Тарутинский манёвр
20 сентября (2 октября) 1812 около села расположилась лагерем русская армия, отступавшая от Москвы, а на правом берегу реки Чернишной расположился французский авангард. В таком положении обе стороны оставались две недели, с 22 сентября (4 октября) по 6 (18) октября, когда состоялось сражение. В память об одержанной в бою победе  владелец Тарутина граф С. П. Румянцев освободил 745 крестьян от крепостной зависимости (1829 год), обязав их поставить памятник на поле битвы. Монумент был открыт в 1834 году, став одним из первых памятников в честь победы в Отечественной войне. Надпись на нём гласила: «На сём месте российское воинство, предводимое фельдмаршалом Кутузовым, спасло Россию и Европу».
«Графа Румянцева вообще не хвалят за его памятник и уверяют, что церковь была бы приличнее. Я довольно с этим согласен. Церковь, а при ней школа, полезнее колонны с орлом и с длинной надписью, которую безграмотный мужик наш долго ещё не разберёт,» — писал А. С. Пушкин в своём дневнике 28 ноября 1834 года. Согласно той же записи, в Тарутине его чуть не убили пьяные ямщики: «Какие мы разбойники? — говорили мне они. — Нам дана вольность, и поставлен столп нам в честь». Памятник этот простоял недолго, и в 1885 году по проекту архитектора Д. Антонелли был возведён новый.

## Военно-исторический музей
Музей «Тарутино» открыт в 1962 году местным учителем В. Я. Синельщиковым (1907—1984) и работал на общественных началах. В 1967 году получил статус филиала Калужского областного краеведческого музея. Музейный комплекс, в его нынешнем виде, организовался в 1971 году. На территории находятся памятники Отечественной войне 1812 года (музей Тарутинского боя, памятник, флеши, лютены) и Мемориал 1941 года (танк Т-34 на постаменте, братская могила воинов 17 и 53 стрелковых дивизий защищавших подступы к Москве).
В музее организованы несколько экскурсий и проводятся выставки. Имеется удобный подъезд и большая автомобильная парковка. На территории установлены лавочки для отдыха и стилизованные под старину фонари для вечернего освещения. Впечатление о музее портит установленная за памятником вышка сотовой связи, которая в настоящее время является доминатом над памятником и вероятно установлена без надлежащего согласования с историко-архитектурным надзором.

## Население
| 2002 | 2010 |
| ---- | ---- |
| 561  | ↘496 |